# ばいおれんす☆まじかる!
『ばいおれんす☆まじかる!』は、林トモアキによる日本のライトノベル。イラストは愛姫みかんが担当している。角川書店（角川スニーカー文庫）より2001年9月から刊行されている。第5回角川学園小説大賞最優秀賞受賞作（受賞時のタイトルは「九重第二の魔法少女」）。
『天界クロニクル』の一作で、ストーリー上の時系列順に、『ばいおれんす☆まじかる!』、『お・り・が・み』、『戦闘城塞マスラヲ』、『レイセン』、『ヒマワリ：unUtopial World』、『ミスマルカ興国物語』は、世界観を共有している。最初に発表された作品にあたる。2016年7月時点で「天界クロニクル」シリーズの累計部数は160万部を突破している。

## あらすじ
ひょんなことから、天界により魔法少女に選ばれた与謝野緋奈。魔法少女に選ばれたことを嫌がりながらも、緋奈は世界征服をもくろむ悪の組織と戦うことになるのだった。

## 登場人物
与謝野 緋奈（よさの ひな）
本作の主人公。広域暴力団・関東与謝野会の跡取り娘で、九重第二高校の2年生。指輪の力で魔法少女、ラピティアに変身する。
ヤクザの娘であるからか、かなり粗暴で暴力的な性格。学校での授業は寝ていることが多いが、時事問題には関心があり女子高生ながら新聞やNHKのニュースなどを好んで視聴している。
緋奈自身は魔法少女への変身を嫌がっており、変身時に着用する短いスカートやヒラヒラした格好をかなり恥ずかしがる場面もあった。そのため、家族に対しては魔法少女になったことを隠しており、一刻も早く魔法少女を辞めたいと考えている。
変身時の決め台詞は、「エンジェルナイト・ラピティア！天の光で射止めてあげる！」。必殺技は魔法ステッキから発するビーム、「スターセンテンス」。
ミウルス
天界からやってきた落第天使。金髪碧眼の少女で、緋奈にエンジェルナイトとしての力を与えた。現在は修行のために地上に派遣されており、ロシア人と偽って緋奈の家に同居している。
自動車が大好きで、無免許ながらもドライブテクニックはかなりのもの。3巻では念願の自動車を手に入れた。
渡部 由香利（わたべ ゆかり）
緋奈の親友。文芸部所属に所属しているおとなしげな少女であるが、実家は合気道の道場をしており、彼女自身もかなりの腕前。与謝野会でナンバーワンの喧嘩の達人、堀井を投げ飛ばしたこともあるが、学校では実力を隠している。
鈴野 圭一（すずの けいいち）
緋奈の友人。文芸部所属に所属している関西弁の不良少年。
牧田 清次（まきた せいじ）
緋奈の友人。文芸部部長。
ミスターB
世界征服をもくろむマッドサイエンティスト。もとは普通の人間だったが、魔族と手を組み、高度の知能を手に入れた。年齢は不詳ながら、戦時中に軍事技術の開発に携わっている描写がある。本名は中江馬竜。「B」という名前は、空襲で落命したエースと呼ばれた男、麻生高嶺に及ばず「A」にはなれなかったことから。『戦闘城塞マスラヲ』にも名前が登場している。
マリアクレセル
赤髪の天使。聖四天の1人で天界での身分はすこぶる高い。ミウルスの上司に当たる人物で、時を止めたり、原発事故による核汚染をなかったことにするなどデウス・エクス・マキナじみた卓越した能力を持つ。
『ミスマルカ興国物語』を除く、すべての作品に登場している。（7巻にて、一応名前だけは登場している）

## 既刊一覧
- 林トモアキ（著）・愛姫みかん（イラスト）、角川書店〈角川スニーカー文庫〉、既刊3巻（2002年6月29日現在）
  - 『ばいおれんす☆まじかる！ 〜九重第二の魔法少女』2001年9月29日発売[6]、ISBN 4-04-426601-8
  - 『ばいおれんす☆まじかる！ 〜恋の呪文は修羅の道』2002年2月28日発売[7]、ISBN 4-04-426602-6
  - 『ばいおれんす☆まじかる！ 〜核の花咲く日曜日』2002年6月29日発売[8]、ISBN 4-04-426603-4